# Jean Miélot
Jehan Miélot (né à Gueschart vers 1420, mort en 1472) est un prêtre, écrivain, traducteur, et enlumineur, qui fut secrétaire particulier des ducs de Bourgogne Philippe le Bon et Charles le Téméraire. À la mort du duc Philippe, en 1468, il fit fonction de chapelain auprès de Louis de Luxembourg. Il était surtout chargé de la composition de livres enluminés pour la bibliothèque du duc Philippe. Il traduisit du latin et de l'italien en français de nombreux ouvrages, tant religieux que profanes, tout en composant ses propres écrits (poèmes et essais) et en compilant des recueils. L'ensemble de sa production pour le compte du duc de Bourgogne s'apprécie à 22 ouvrages, dont les exemplaires furent très tôt dispersés dans les divers ateliers d'imprimeurs d'Europe : la plupart ont été imprimés dans les années suivant sa mort, et ils ont par là exercé une influence certaine sur le développement de la prose de langue française.

## Biographie

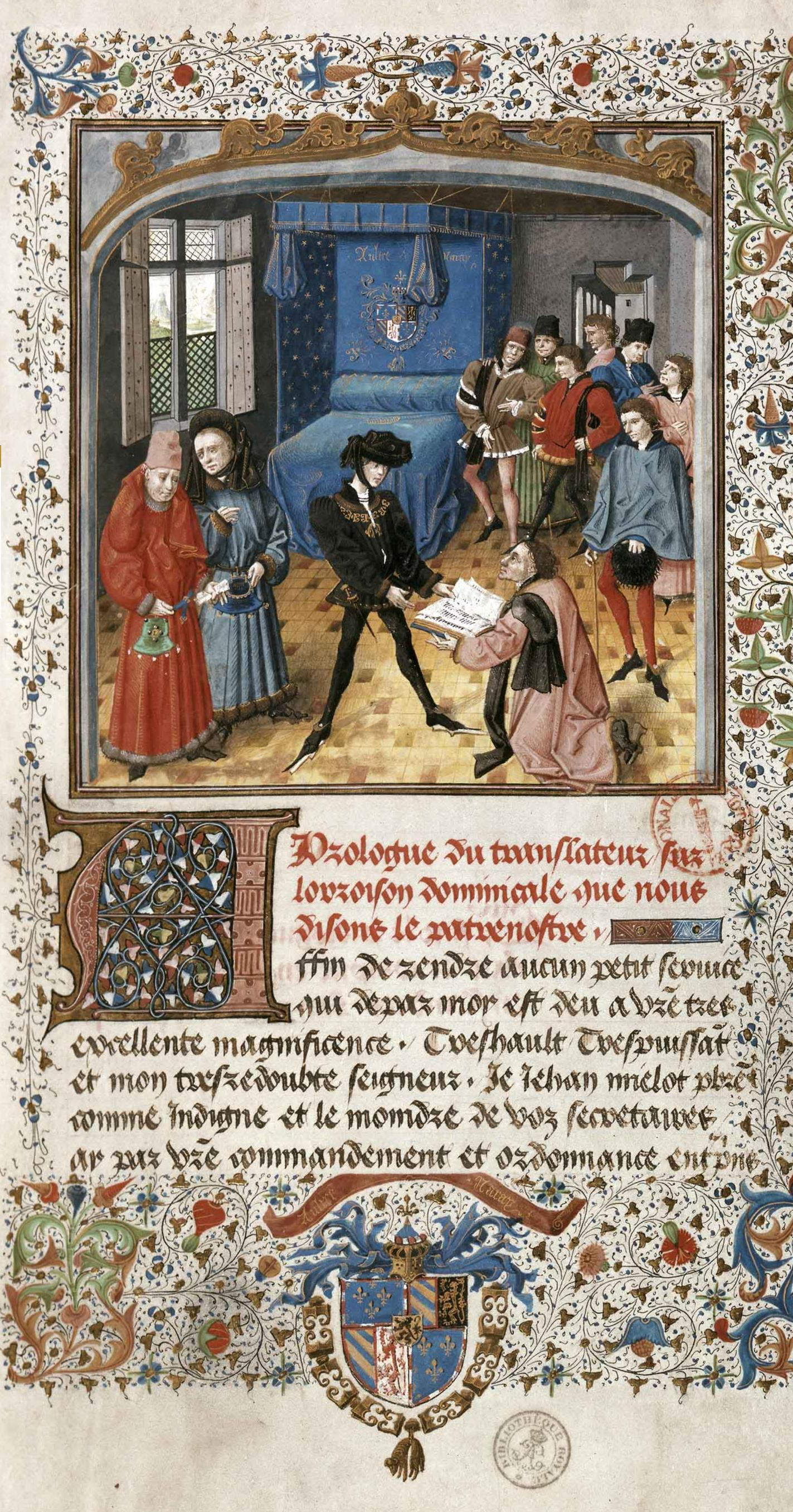
Jean Miélot offre sa traduction du Traité sur l'oraison dominicale à Philippe le Bon, duc de Bourgogne. Miniature de Jean le Tavernier, 1454-7, Bruxelles.

On sait peu de choses sur la vie de Miélot. Il est né à Gueschart, entre Abbeville et Hesdin, dans l'actuel département de la Somme, terre qui devint bourguignonne en 1435. Il se fit remarquer de la cour ducale pour sa traduction en français du Speculum humanae salvationis (1448), et se vit proposer de travailler pour le duc Philippe. Outre une pension de la cour, il reçut le bénéfice de chanoine de Saint-Pierre de Lille en 1453, et le conserva jusqu'à sa mort en 1472, puisqu'il fut inhumé avec ce titre dans cette église. Il n'en était toutefois pas résident. En tant que prêtre et courtisan, il était exempt du règlement de la corporation des enlumineurs, ce qui représentait certainement un avantage considérable. Une miniature très réaliste du manuscrit de Bruxelles suggère qu'il bénéficiait d'un logement dans le palais ducal, et qu'il employait un atelier de copistes à Lille. À l'issue du Banquet du faisan (1454), où l'enthousiasme pour les Croisades s'était réveillé à la cour de Bourgogne, le duc créa des commissions chargées de traduire tous les livres et récits de voyages vers la Terre Sainte.
Grâce à l'engouement de la cour princière de Bourgogne pour l'art de l'enluminure, nous disposons d'un nombre de portraits de Miélot plutôt inhabituel pour un roturier : on le voit sur plusieurs miniatures faire don de divers ouvrages au duc ou à un autre mécène, le plus souvent avec des traits biens reconnaissables : sans doute Miélot était-il bien connu des enlumineurs, comme autorité incontournable lorsqu'il s'agissait d'obtenir une commande du prince. Miélot est représenté dans des ouvrages dont il est l'auteur - au double sens du terme : en tant qu'auteur et en tant que compositeur du manuscrit.
Bibliophile, Philippe le Bon employait une armée de copistes et d'enlumineurs, à la tête desquels il avait placé Miélot (cf. également David Aubert). Les traductions du chanoine picard étaient d'abord rédigées au brouillon (que lui-même appelait « minute »), avec des esquisses d’images et des lettres enluminées. Si le duc, après lecture publique devant la cour, en approuvait l'exécution, alors on entreprenait la composition d’un manuscrit  de luxe  sur pur velin pour la bibliothèque ducale, avec mise au net des enluminures. Les minutes de Miélot pour son Miroir de l'Humaine Salvation sont conservées à la Bibliothèque royale Albert Ier à Bruxelles ; on peut y voir deux autoportraits de l'auteur vêtu d'habits de cour. Le portrait où, un an plus tard, il dédie au duc La controverse de noblesse, le montre portant la tonsure. Ses planches illustrées sont d'une belle composition, sans toutefois atteindre le niveau des autres manuscrits composés par des enlumineurs professionnels de la cour ; la calligraphie de ses manuscrits, au contraire, est en lettres gothiques d'un soin remarquable, et les paléographes reconnaissent aisément sa manière.

## Œuvres

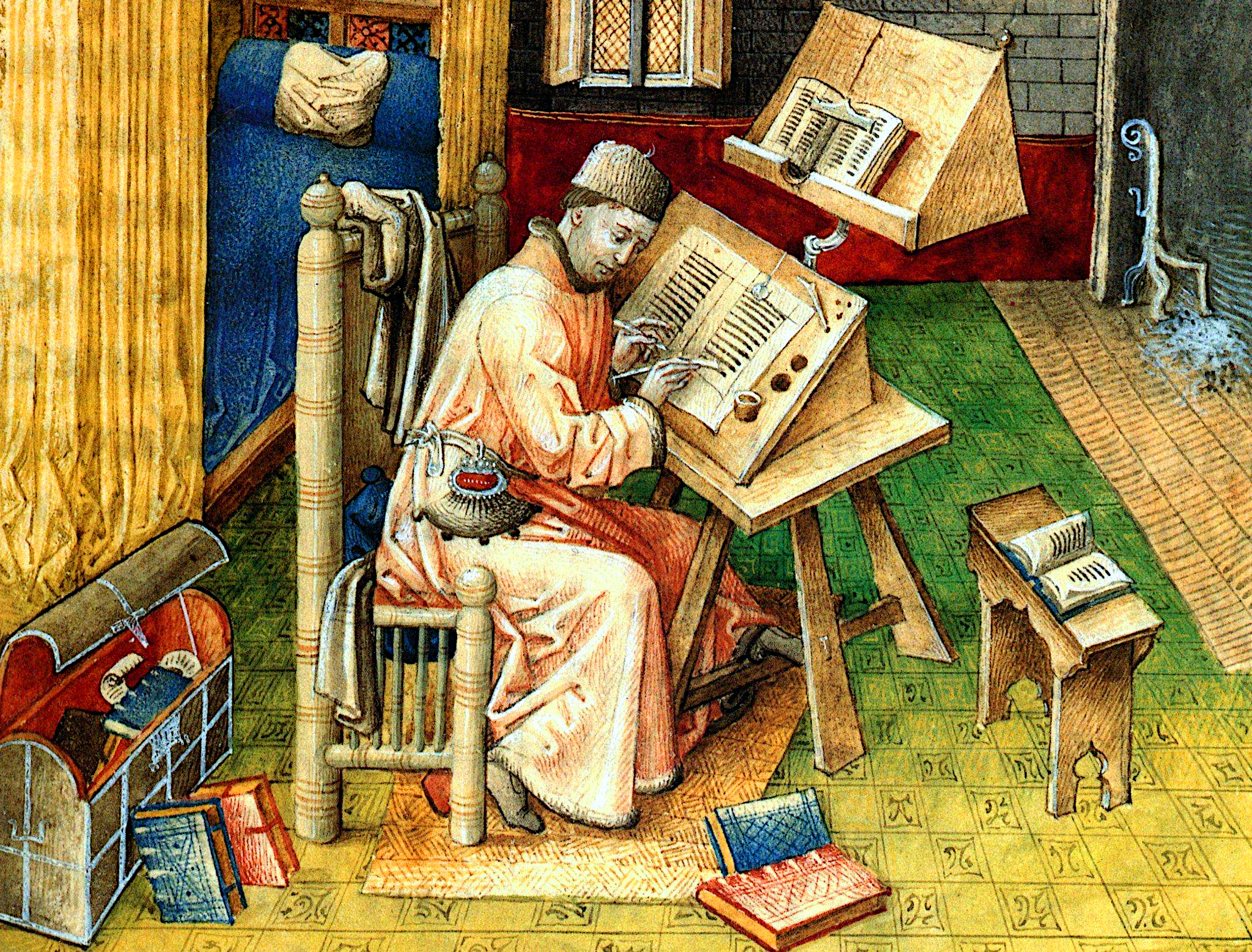
Autre portrait de Miélot à l’écritoire (Bibl. Royale de Bruxelles, détail).

### Traductions
- La « lettre à son frère Quintus » de Cicéron sur les devoirs d'un gouverneur : Philippe l'offrit à son fils, Charles le Téméraire ;
- Romuleon de Benvenuto da Imola, une histoire de la Rome Antique[10], dont il nous reste six manuscrits témoins. Comme les autres ouvrages cités ci-après, il s'agit d'un « miroir des princes », ouvrage édifiant consacré au bon gouvernement des princes et destiné aux courtisans[11]. L'exemplaire de la bibliothèque de Philippe le Bon a été recopié par Colard Mansion, qui devint plus tard le premier imprimeur de livres en langue française ;
- Vie et miracles de Saint Joss ;
- La controverse de noblesse (traduction du De nobilitate (1429) de Bonnaccursius de Montemagno  qui annonce déjà par ses idées Le Livre du courtisan de Castiglione) et Le Débat d'honneur de l’Italien Giovanni Aurispa (inspiré par le XIIe dialogue des morts de Lucien : Comparatio Hannibalis, Scipionis et Alexandri) nous ont été conservés par quatorze manuscrits, et furent imprimés dès 1475 par Colard Mansion à Bruges[12].
- Traité sur l’Oraison Dominicale
- Miroir de l'âme pécheresse, traduction du Speculum aureum animæ peccatricis.
- Les quattres choses derrenieres, traduction du Cordiale quattuor novissimorum de Gérard de Vliederhoven, fut imprimé à Bruges par William Caxton et Colard Mansion vers 1475. Caxton donna par la suite une édition imprimée de la traduction qu'en fit le comte Anthony Woodville.
- Advis directif pour faire le passage d’oultre-mer - une manière de guide de voyage vers la Terre-Sainte.
- La Vie de sainte Catherine d'Alexandrie (1457), qui sera imprimé par la suite. Les deux seuls exemplaires enluminés connus sont celui du duc Philippe de Bourgogne (désormais conservé à la BnF) et celui composé par  Simon Marmion pour Marguerite d'York[13].
- Le Secret des secrets, du Pseudo-Aristote, est un ouvrage édifiant dans la veine de la Cyropédie, où l'on voit Aristote conseiller le jeune Alexandre le Grand. Connu d'abord par une tradition orientale, cet ouvrage avait été traduit en latin au Moyen Âge[14].

### Essais
La plupart de ses œuvres sont des recueils ou des adaptations d'auteurs plus anciens.
- Le Miroir de l'Humaine Salvation, une des nombreuses versions en français du Speculum humanae salvationis[15]
- Miracles de Nostre Dame, son principal recueil.
- Une adaptation de l’Epistre Othéa de Christine de Pisan et de la Généalogie des dieux des païens de Boccace.
- Ses carnets de notes ont été conservés à la BnF (Ms. fr. 17001, la reliure n'étant sans doute pas d'origine) : on y trouve des brouillons de traduction, des dessins et des ébauches de lettrines, ainsi que des poèmes, dont certains ont dû être des pièces de circonstance. Leur intérêt est davantage historique que littéraire. Il comporte aussi un dessin de labyrinthe avec un motif littéral où l'on reconnaît l'anagramme MIELOT[16].